# Marte Olsbu Røiseland
Marte Olsbu Røiseland (nata Olsbu; Arendal, 7 dicembre 1990) è un'ex biatleta norvegese.
Nel suo palmarès figurano tre titoli olimpici, tredici titoli iridati, una Coppa del Mondo generale e due di specialità.

## Biografia

### Stagioni 2011-2018
Marte Olsbu Røiseland, originaria di Froland e attiva dalla stagione 2010-2011, in Coppa del Mondo ha esordito il 29 novembre 2012 a Östersund in individuale (28ª) e ha ottenuto il primo podio il 6 febbraio 2015 a Nové Město na Moravě in staffetta mista individuale (2ª); ha esordito ai Campionati mondiali in occasione della rassegna iridata di Kontiolahti 2015, classificandosi 30ª nella sprint, 41ª nell'inseguimento e 4ª nella staffetta, e l'anno successivo ha preso parte ai Mondiali di Oslo 2016, vincendo la medaglia d'oro nella staffetta, quella di bronzo nella staffetta mista e piazzandosi 42ª nell'individuale, 11ª nella sprint, 16ª nell'inseguimento e 7ª nella partenza in linea.
Il 27 novembre dello stesso anno ha ottenuto a Östersund in staffetta mista il primo successo in Coppa del Mondo e ai successivi Mondiali di Hochfilzen 2017 è stata 58ª nell'individuale, 54ª nella sprint, 16ª nell'inseguimento, 29ª nella partenza in linea, 11ª nella staffetta e 8ª nella staffetta mista; ai XXIII Giochi olimpici invernali di Pyeongchang 2018, suo esordio olimpico, ha vinto la medaglia d'argento nella sprint e nella staffetta mista e si è classificata 71ª nell'individuale, 4ª nell'inseguimento, 8ª nella partenza in linea e 4ª nella staffetta.

### Stagioni 2019-2021
Ai Mondiali di Östersund 2019 ha vinto tre medaglie d'oro a squadre (staffetta, staffetta mista, staffetta mista individuale) e nelle gare individuali si è piazzata 23ª nell'individuale, 25ª nella sprint, 4ª nell'inseguimento e 7ª nella partenza in linea; al termine di quella stagione 2018-2019 è risultata 3ª nella Coppa del Mondo di sprint e 2ª in quella di inseguimento.

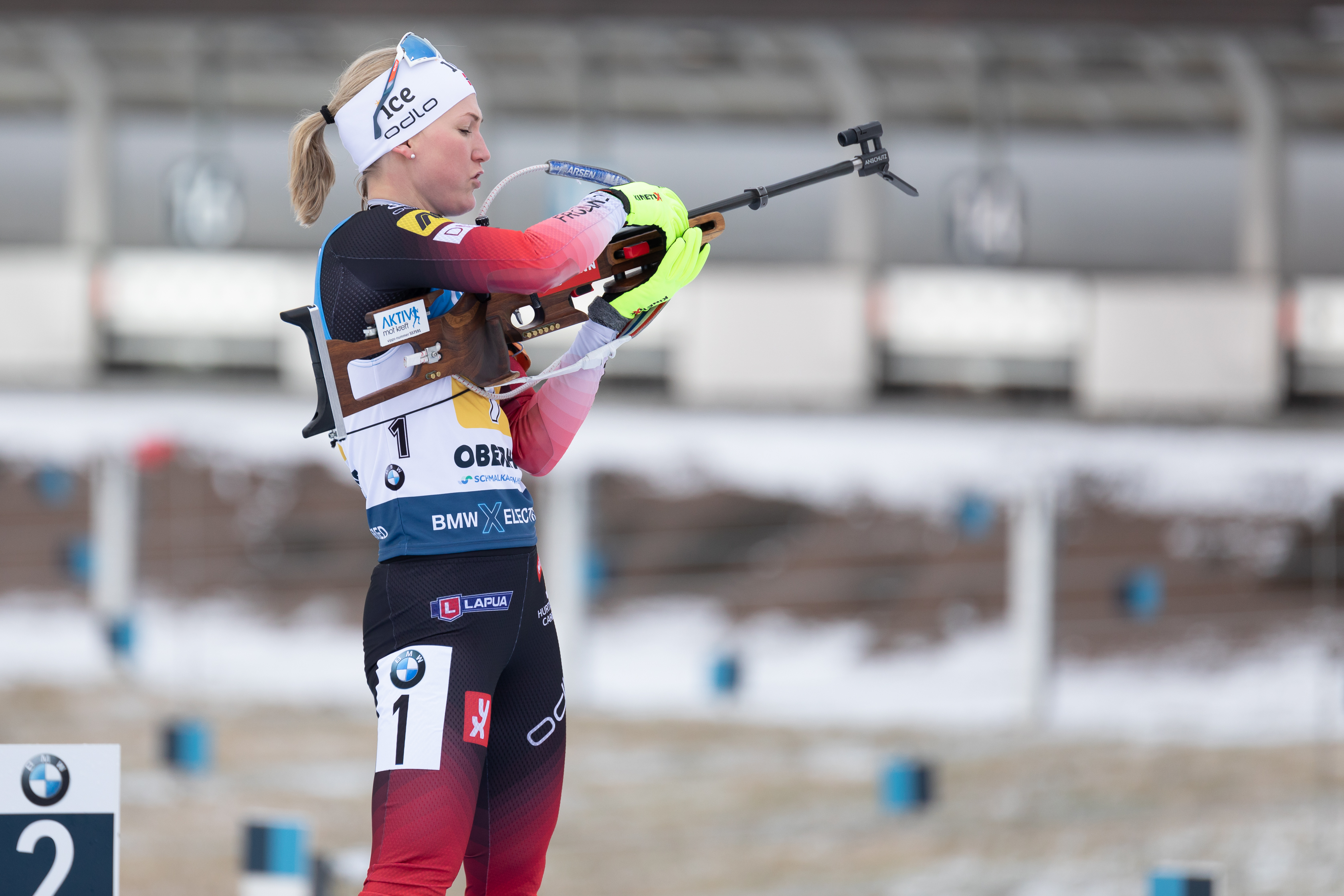
Marte Olsbu Røiseland in gara a Oberhof nel 2020

L'anno dopo in occasione dei Mondiali di Anterselva 2020 ha ottenuto una medaglia in ognuna delle sette competizioni disputate, vincendo cinque ori (sprint, partenza in linea, staffetta, staffetta mista, staffetta mista individuale) e due bronzi (individuale, inseguimento); ai Mondiali di Pokljuka 2021 ha conquistato la medaglia d'oro nella staffetta e nella staffetta mista ed è stata 20ª nell'individuale, 6ª nella sprint, 9ª nell'inseguimento e 4ª nella partenza in linea e al termine di quella stagione 2020-2021 è risultata 2ª sia nella Coppa del Mondo generale, superata da Tiril Eckhoff di 189 punti, sia in quelle di sprint e di inseguimento.

### Stagioni 2022-2023
Ai XXIV Giochi olimpici invernali di Pechino 2022, sua ultima presenza olimpica, ha vinto la medaglia d'oro nella sprint, nell'inseguimento e nella staffetta mista, quella di bronzo nell'individuale e partenza in linea e si è classificata 4ª nella staffetta; in quella stessa stagione 2021-2022 ha conquistato la Coppa del Mondo generale (con 134 punti di margine su Elvira Öberg) e quelle di specialità di sprint e di inseguimento.

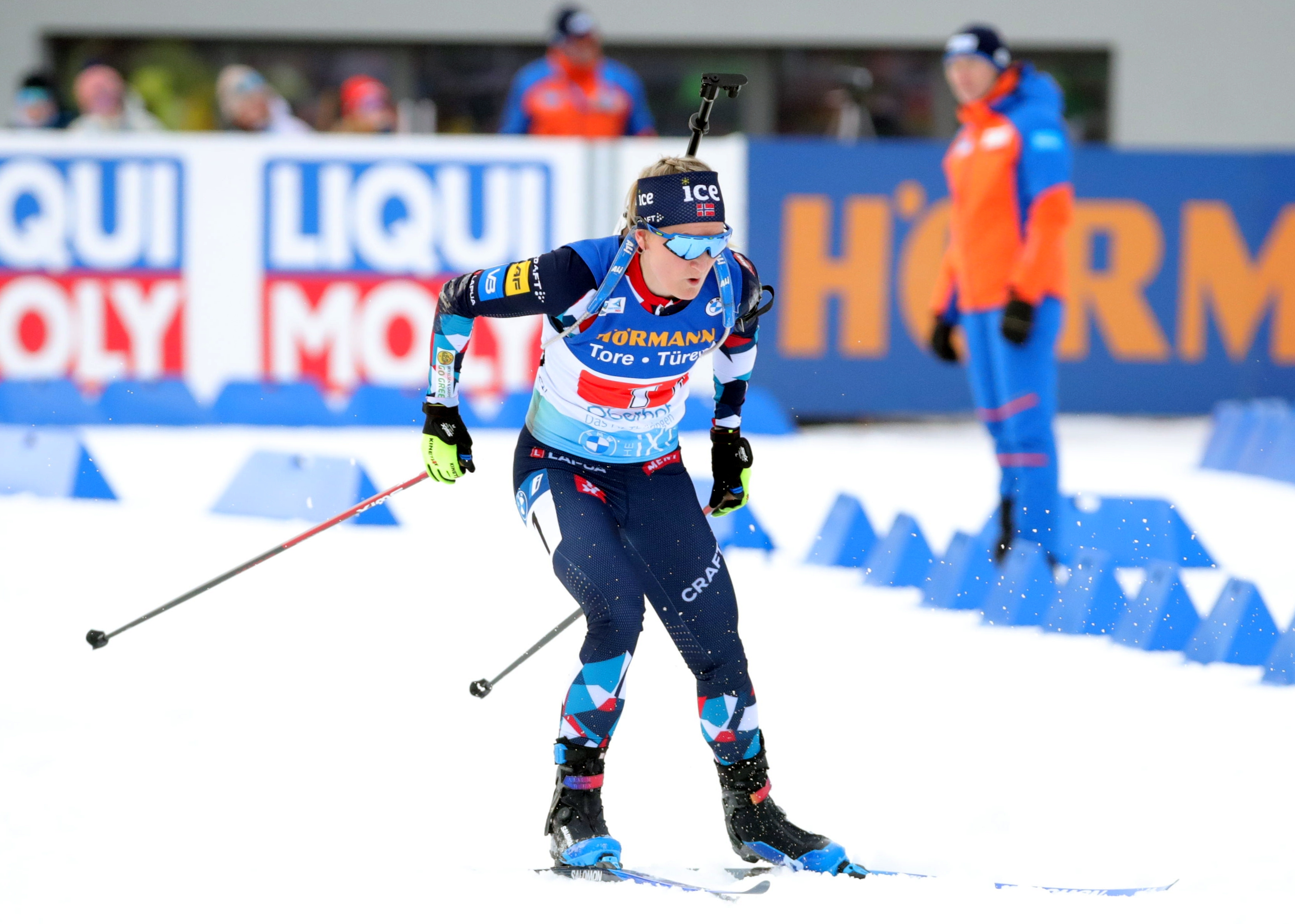
Marte Olsbu Røiseland in gara ai Mondiali di Oberhof 2023

Ai Mondiali di Oberhof 2023, sua ultima presenza iridata, ha vinto la medaglia d'oro nella staffetta mista e nella staffetta mista individuale, quella di bronzo nell'inseguimento e si è classificata 4ª nella sprint, 17ª nella partenza in linea e 6ª nella staffetta; l'11 marzo 2023 seguente ha ottenuto a Östersund in staffetta l'ultima vittoria in Coppa del Mondo e si è ritirata al termine di quella stessa stagione 2022-2023: la sua ultima gara in carriera è stata la partenza in linea di Coppa del Mondo disputata il 19 marzo a Oslo Holmenkollen, nella quale la Olsbu Røiseland è salita per l'ultima volta sul podio nel circuito (2ª).

## Palmarès

### Olimpiadi
- 7 medaglie:
  - 3 ori (sprint, inseguimento, staffetta mista a Pechino 2022)
  - 2 argenti (sprint, staffetta mista a Pyeongchang 2018)
  - 2 bronzi (individuale, partenza in linea a Pechino 2022)

### Mondiali

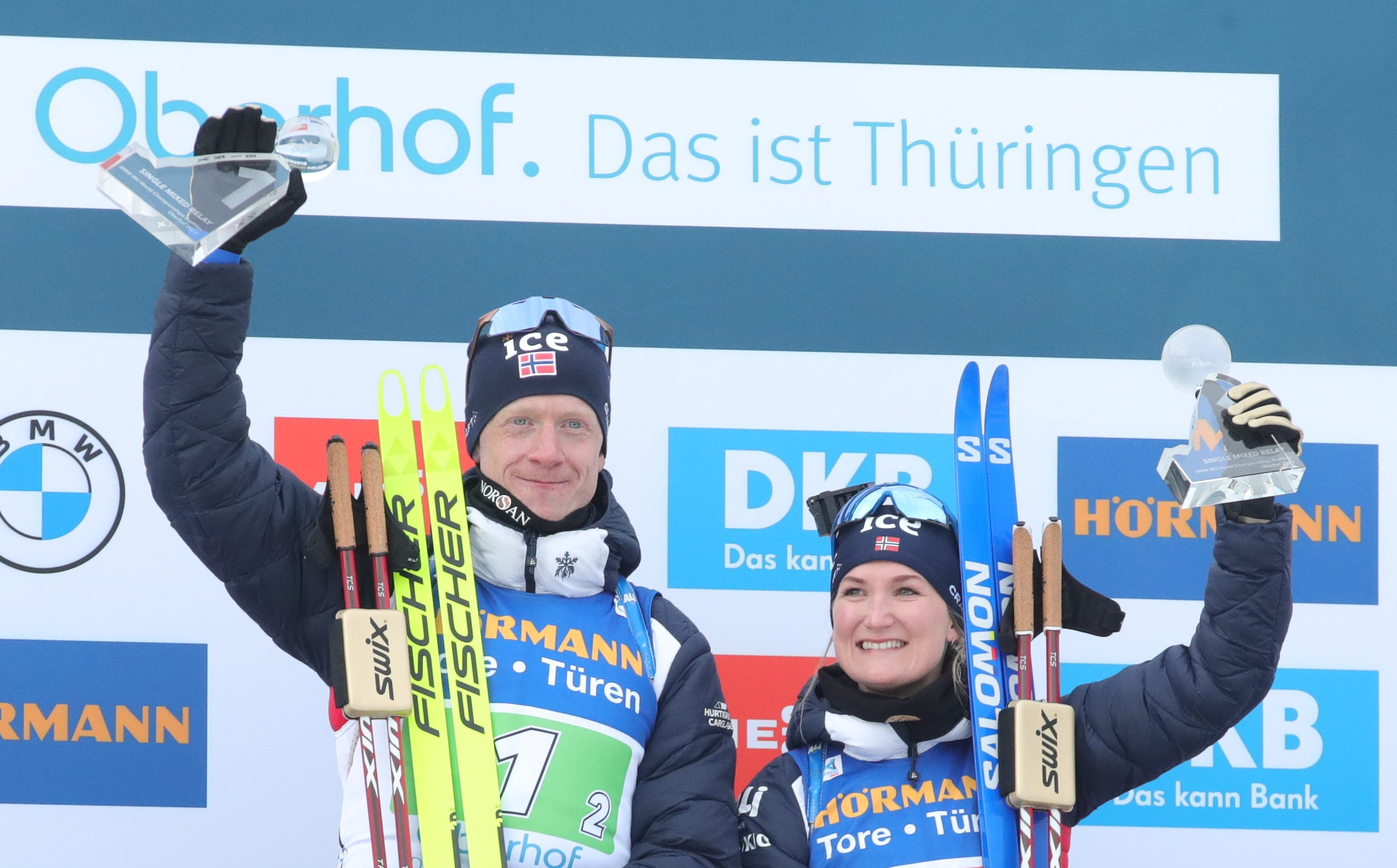
Marte Olsbu Røiseland (a destra) con Johannes Thingnes Bø sul podio della staffetta mista individuale dei Mondiali di Oberhof 2023, nella quale la coppia norvegese ha vinto la medaglia d'oro

- 17 medaglie:
  - 13 ori (staffetta[1] a Oslo 2016; staffetta[1], staffetta mista[1], staffetta mista individuale[1] a Östersund 2019; sprint[1], partenza in linea[1], staffetta[1], staffetta mista[1], staffetta mista individuale[1] ad Anterselva 2020; staffetta[1], staffetta mista[1] a Pokljuka 2021; staffetta mista, staffetta mista individuale a Oberhof 2023)
  - 4 bronzi (staffetta mista[1] a Oslo 2016; individuale[1], inseguimento[1] ad Anterselva 2020; inseguimento a Oberhof 2023)

### Coppa del Mondo
- Vincitrice della Coppa del Mondo nel 2022
- Vincitrice della Coppa del Mondo di sprint nel 2022
- Vincitrice della Coppa del Mondo di inseguimento nel 2022
- 57 podi (34 individuali, 23 a squadre), oltre a quelli ottenuti in sede iridata e validi anche ai fini della Coppa del Mondo:
  - 28 vittorie (15 individuali, 13 a squadre)
  - 12 secondi posti (7 individuali, 5 a squadre)
  - 17 terzi posti (12 individuali, 5 a squadre)

#### Coppa del Mondo - vittorie
| Data             | Località                | Nazione     | Specialità                                                                              |
| ---------------- | ----------------------- | ----------- | --------------------------------------------------------------------------------------- |
| 27 novembre 2016 | Östersund               | Svezia      | MX (con Fanny Horn, Ole Einar Bjørndalen e Johannes Thingnes Bø)                        |
| 21 dicembre 2018 | Nové Město na Moravě    | Rep. Ceca   | SP                                                                                      |
| 22 dicembre 2018 | Nové Město na Moravě    | Rep. Ceca   | PU                                                                                      |
| 14 febbraio 2019 | Salt Lake City          | Stati Uniti | SP                                                                                      |
| 8 dicembre 2019  | Östersund               | Svezia      | RL (con Karoline Offigstad Knotten, Ingrid Landmark Tandrevold e Tiril Eckhoff)         |
| 14 dicembre 2019 | Hochfilzen              | Austria     | RL (con Karoline Offigstad Knotten, Ingrid Landmark Tandrevold e Tiril Eckhoff)         |
| 9 gennaio 2020   | Oberhof                 | Germania    | SP                                                                                      |
| 11 gennaio 2020  | Oberhof                 | Germania    | RL (con Synnøve Solemdal, Ingrid Landmark Tandrevold e Tiril Eckhoff)                   |
| 17 gennaio 2020  | Ruhpolding              | Germania    | RL (con Karoline Offigstad Knotten, Ingrid Landmark Tandrevold e Tiril Eckhoff)         |
| 12 dicembre 2020 | Hochfilzen              | Austria     | RL (con Karoline Offigstad Knotten, Ingrid Landmark Tandrevold e Tiril Eckhoff)         |
| 13 dicembre 2020 | Hochfilzen              | Austria     | PU                                                                                      |
| 20 dicembre 2020 | Hochfilzen              | Austria     | MS                                                                                      |
| 14 marzo 2021    | Nové Město na Moravě    | Rep. Ceca   | MX (con Tiril Eckhoff, Tarjei Bø e Johannes Thingnes Bø)                                |
| 20 marzo 2021    | Östersund               | Svezia      | PU                                                                                      |
| 4 dicembre 2021  | Östersund               | Svezia      | PU                                                                                      |
| 12 dicembre 2021 | Hochfilzen              | Austria     | PU                                                                                      |
| 16 dicembre 2021 | Annecy Le Grand-Bornand | Francia     | SP                                                                                      |
| 7 gennaio 2022   | Oberhof                 | Germania    | SP                                                                                      |
| 8 gennaio 2022   | Oberhof                 | Germania    | MX (con Tarjei Bø, Johannes Thingnes Bø e Ingrid Landmark Tandrevold)                   |
| 9 gennaio 2022   | Oberhof                 | Germania    | PU                                                                                      |
| 16 gennaio 2022  | Ruhpolding              | Germania    | PU                                                                                      |
| 3 marzo 2022     | Kontiolahti             | Finlandia   | RL (con Tiril Eckhoff, Ida Lien e Ingrid Landmark Tandrevold)                           |
| 13 marzo 2022    | Otepää                  | Estonia     | SMX (con Sturla Holm Lægreid)                                                           |
| 14 gennaio 2023  | Ruhpolding              | Germania    | RL (con Karoline Offigstad Knotten, Ragnhild Femsteinevik e Ingrid Landmark Tandrevold) |
| 3 marzo 2023     | Nové Město na Moravě    | Rep. Ceca   | SP                                                                                      |
| 4 marzo 2023     | Nové Město na Moravě    | Rep. Ceca   | PU                                                                                      |
| 5 marzo 2023     | Nové Město na Moravě    | Rep. Ceca   | SMX (con Vetle Sjåstad Christiansen)                                                    |
| 11 marzo 2023    | Östersund               | Svezia      | RL (con Juni Arnekleiv, Ida Lien e Ingrid Landmark Tandrevold)                          |

Legenda:

SP = sprint

PU = inseguimento

MS = partenza in linea

RL = staffetta

MX = staffetta mista

SMX = staffetta mista individuale

## Riconoscimenti
- Medaglia Holmenkollen (2022)[2]